# 1. FC Union Berlin
Ne pas confondre avec l'Union 92 Berlin.
Maillots
Actualités
Le 1. FC Union Berlin (dans sa forme complète : 1. Fußballclub Union Berlin e. V.), est un club de football allemand, situé à Berlin-Köpenick. Il a été fondé en 1966 en se basant sur le FC Olympia Oberschöneweide créé en 1906. 
Les matchs à domicile se déroulent au stade An der Alten Försterei (À la vieille Maison forestière). L'équipe première a accédé à la 2. Bundesliga en fin de saison 2008/2009. L'équipe accède à la Bundesliga pour la première fois de son histoire en fin de saison 2018-2019 en remportant les matchs de barrages contre le VfB Stuttgart.
Le club est aujourd'hui l'une des équipes de football de Berlin les plus connues et est considérée par beaucoup de ses adhérents comme une équipe culte.

## Historique

### 1906-1966: fondation
Fondé en 1906 sous le nom de SC Olympia 06 Oberschöneweide, le club de football, dont les joueurs, en raison de leur tenue bleue, sont surnommés « mécaniciens » (de là vient aussi le cri de ralliement des supporteurs de football (Eisern Union), est renommé Union 06 Oberschöneweide en 1909 et fait rapidement partie des meilleures équipes de Berlin : Union est proclamé vice-champion de Berlin-Brandenburg en 1917 puis champion de Berlin en 1920 et 1923, se qualifiant ainsi pour la phase finale du Championnat d'Allemagne. En 1923, après des victoires contre Arminia Bielefeld et SpVgg Fürth, Union atteint la finale mais doit toutefois s'incliner face au Hambourg SV
sur le score de 0-3.
À partir de 1933, le club participe à la Gauliga Berlin-Brandenbourg, et en tant que champion de Berlin en 1940, Union se qualifia une fois de plus pour le tour final du championnat d'Allemagne mais fut éliminé par le Rapid Vienne (intégré, comme tous les clubs autrichiens au championnat d'Allemagne depuis l'Anschluss de 1938).
Après la partition de l'Allemagne en 1949, les joueurs de l'équipe première passèrent à Berlin-Ouest et fondèrent en 1950 le SC Union 06 Berlin, alors que de leur côté, les membres du club restés à l'Est renommèrent leur club SG Union Oberschöneweide. L'équipe de l'Ouest représente alors une des meilleures de Berlin (elle se qualifia notamment pour le tour final du championnat de RFA en 1953), et attire un public nombreux au Stade olympique mais va peu à peu sombrer dans les divisions inférieures à partir de la construction du Mur en 1961.
À l'Est, le club d'Oberschöneweide est renommé plusieurs fois. Il devient le BSG Motor Oberschöneweide en 1951 (le reste de l'équipe initiale fut associé pendant la saison 1952-1953 avec le SVgg Grünau). Le BSG Motor Oberschöneweide fut ensuite le SC Motor Berlin en 1955, puis le TSC Oberschöneweide en 1957 puis le TSC Berlin en 1963.

### Depuis 1966: 1. FC Union Berlin

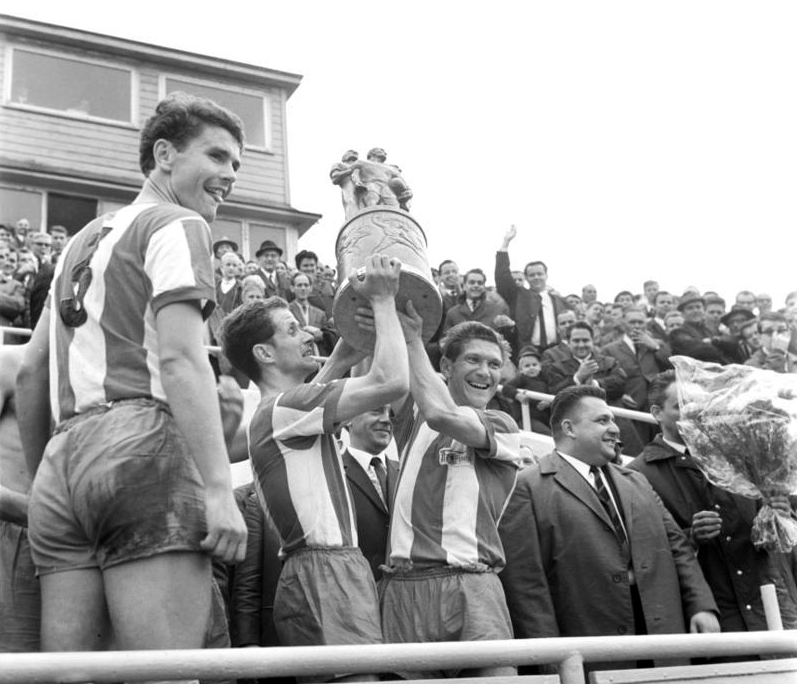
Coupe de RDA de football (1968).

En 1966, dans le cadre de la réorganisation du football en RDA, le club fut restructuré sous le nom de 1. FC Union Berlin et cette date marque officiellement la naissance du club. Deux ans plus tard, en 1968, l'Union Berlin remporte à Halle la Coupe d'Allemagne de l'Est de football en battant le FC Carl Zeiss Iéna 2-1.
Dans le championnat de RDA de football, et contrairement à son voisin et rival berlinois du BFC Dynamo soutenu par le Ministère de l'intérieur et la Stasi, le FC Union, soutenu plus modestement par l'union des syndicats, ne jouait qu'un rôle mineur, devant souvent batailler pour éviter la relégation. La différence de réussite entre les deux clubs s'explique notamment par les transferts, décidés en haut lieu, des meilleurs joueurs du FC Union vers le BFC Dynamo. Tout ceci fait naître une grande rivalité entre les deux clubs, rivalité toujours aussi vivace de nos jours. À l'époque, comme aujourd'hui, les rencontres entre les deux clubs sont souvent émaillées d'incidents et de violences entre supporteurs.
Après la réunification allemande, en raison de problèmes financiers, la fédération refusa par deux fois, en 1993 et 1994, d'accorder au FC Union la licence indispensable pour accéder en deuxième division, mais le club finit par y accéder à l'issue de la saison 2000-2001.

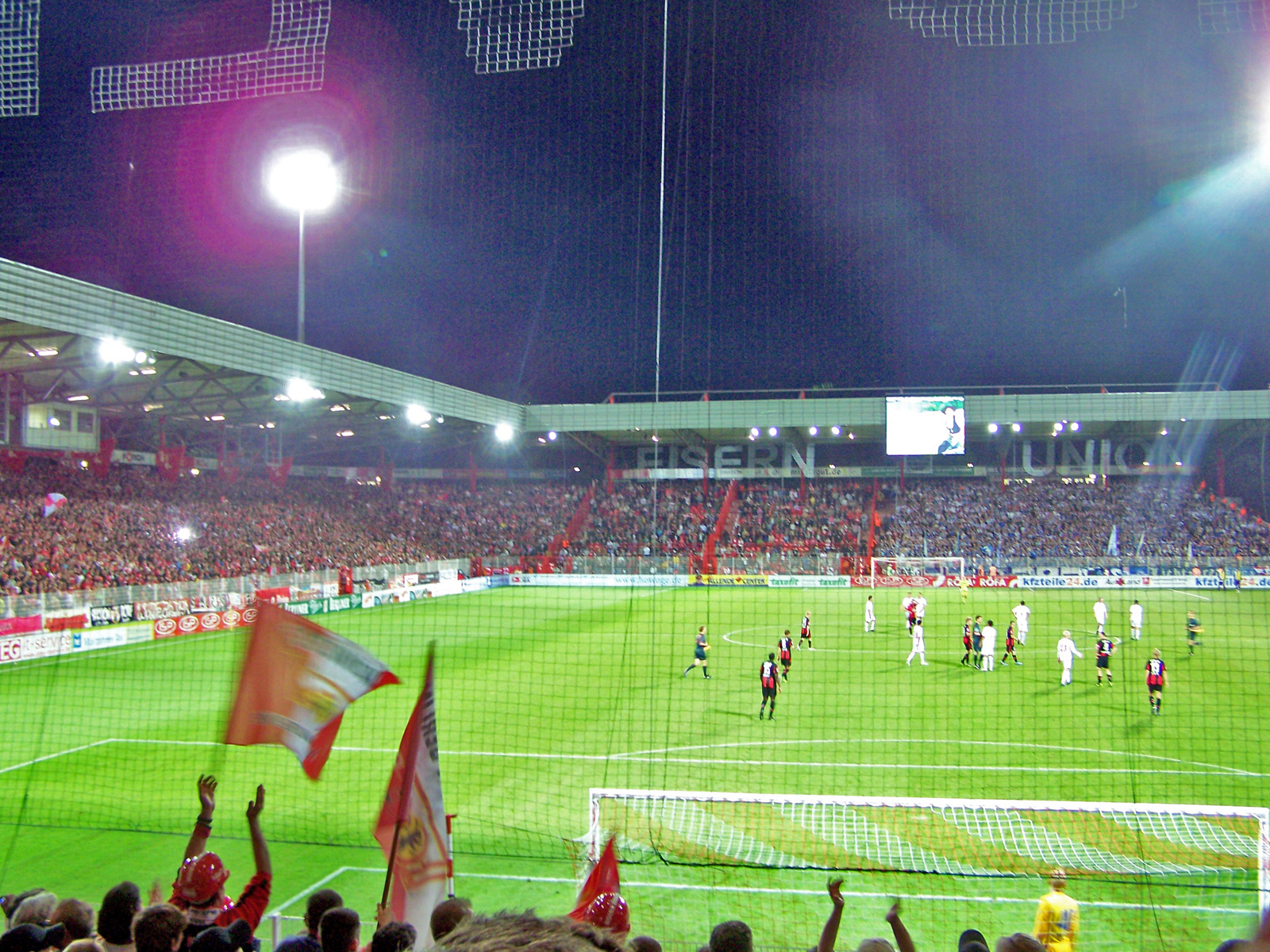
Les tribunes de stade (2009).

Cette période demeure sans doute la plus faste de toute l'histoire du club, puisque lors de cette même saison 2000-2001 le club se qualifie pour la finale de la Coupe d'Allemagne après une demi-finale remporté aux tirs-au-but contre le Borussia Mönchengladbach. Mais l'Union Berlin doit s'incliner en finale contre Schalke 04 sur le score de 0-2. Schalke ayant terminé deuxième de la Bundesliga et s'étant ainsi qualifié pour la Ligue des champions, l'Union Berlin put être admis en Coupe UEFA pour la saison suivante. Après une qualification contre les Finlandais du Haka Valkeakoski, le parcours européen d'Union s'arrêta au second tour contre les Bulgares du Litex Lovetch.
Relégué en Regionalliga (troisième division) en 2004 puis en Oberliga (quatrième division) un an plus tard, le FC Union est remonté à la fin de la saison 2005-2006 en Regionalliga.
Pendant la saison 2008-2009 le 1.FC Union Berlin évoluait au Friedrich-Ludwig-Jahn-Stadion pour permettre une rénovation du Alte Försterei. Il a remporté la Berliner Pokal (coupe de Berlin) au détriment du Tennis Borussia Berlin et est devenu le premier champion de la toute nouvelle 3. Liga. Pendant la saison 2009-2010 le club se classe 12e de la Bundesliga 2. 
Lors de la saison 2013-2014, l'Union joue la montée jusque dans les dernières journées pour finalement terminer à une neuvième place décevante.
Au début de la saison 2015-2016, l'Union perd en Coupe contre le FC Viktoria Cologne avec 2-1, après un match nul contre le Fortuna Düsseldorf, une défaite contre le SV Sandhausen et des nuls contre le FC Kaiserslautern, le TSV 1860 Munich et le RB Leipzig, le début de saison est catastrophique. Le 31 août, la coopération sportive avec l'entraîneur Norbert Düwel (de) prend fin, il est remplacé par Sascha Lewandowski le 2 septembre 2015. Toutefois, Lewandowski quitte son poste après seulement six mois pour des raisons de santé, son adjoint André Hofschneider (de) reprend le poste en intérim. Malgré les circonstances, l'Union Berlin connaît la réussite lors du second semestre 2015-2016 et termine la saison à la sixième place du classement.
Au cours de la saison 2016-2017, Jens Keller, entraîneur du FC Schalke 04, et le Danois Henrik Petersen (de), prennent la relève. En quatrième position du tableau, l'équipe manque de peu les places de promotion. Lors de la saison 2017-2018, Jens Keller est licencié après la 16e journée. À ce stade, l'Union n'est plus qu'à trois points de la place de relégation, son successeur est André Hofschneider. Le changement d'entraîneur n'apporte pas le succès désiré, la première victoire est obtenue seulement après six matchs sous Hofschneider. Le reste de la saison n'est pas très réussi non plus. Ce n'est que lors de la 33e journée, avec une victoire 3-1 sur le VfL Bochum, que le club se sauve. La saison se termine à la huitième place. En fin de saison le contrat avec Hofschneider est annulé. Le 1er juin 2018,  Urs Fischer est présenté comme le nouvel entraîneur-chef.
Au cours de la saison 2018-2019, le FC Union est l'équipe la plus longtemps invaincue du football professionnel allemand avec 17 matches consécutifs sans défaite. Le 19 mai 2019, il termine la saison avec un 2-2 au VfL Bochum. Les Eisernen obtiennent la troisième place et se qualifient pour les matches de promotion en Bundesliga contre le VfB Stuttgart.
Lors du barrage, l'Union Berlin obtient le nul à Stuttgart (2-2) le 23 mai 2019. Quatre jours plus tard, à domicile le club ne plie pas (0-0) et grâce aux buts inscrits à l'extérieur au match aller accède pour la première fois en Bundesliga. Si son budget connait une augmentation, le club maintient notamment sa politique de place accessible.
Au bout de sa deuxième année dans l'élite, l'Union Berlin parvient à se qualifier pour la Ligue Europa Conférence en se classant septième de la Bundesliga 2020-2021.
À l'issue de la saison 2022-2023, l'Union Berlin termine quatrième de Bundesliga et se qualifie pour la saison suivante en Ligue des Champions pour la première fois de son histoire, alors même que le club évoluait en deuxième division en 2019.
Le 18 mai 2024, à l'issue de la saison 2023-2024, l'Union Berlin arrache son maintien in extremis contre le SC Freiburg à la 34e journée grâce à un succès 2-1 obtenu à la suite d'un pénalty à la 90e minute. L'Union Berlin comptabilise finalement 33 points, à égalité avec le VfL Bochum, mais finit 15e et dernière équipe maintenue grâce à une meilleure différence de buts (-25 pour Berlin ; -32 pour Bochum).

## Stade

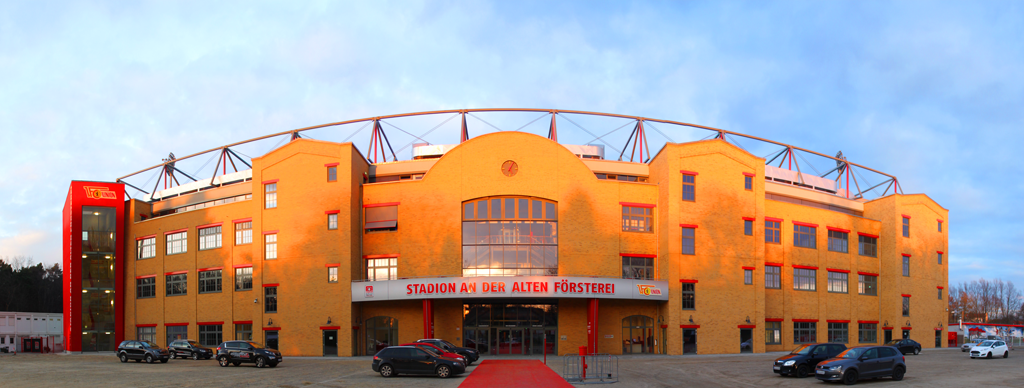
Le stade An der Alten Försterei.

Le stade An der Alten Försterei (À la vieille Maison forestière) se situe à Berlin dans le quartier de Köpenick (arrondissement Treptow-Köpenick). Il a été inauguré en 1920 et accueille les matchs de l'équipe du 1. FC Union Berlin.
En 2008, le FC Union doit rénover son stade sous peine de perdre sa licence. Les travées des places debout sont recouvertes de mauvaises herbes et le béton s'effrite. Mais les caisses du club sont vides et il n'est pas envisageable de demander une subvention à la ville, Berlin étant à cette époque extrêmement endettée. Le club et ses supporteurs se rappellent alors une maxime de l'Alte Försterei : «  Normalement, les clubs ont des fans mais chez nous, ce sont les fans qui ont un club. Alors quand ta maison menace de s'écrouler, tu fais les travaux toi-même ». Des centaines de bénévoles se relaient ainsi sur le chantier pour mener à bien la rénovation.
Le stade principal a une capacité de 22 012 places (18 200 places debout et 3 812 places assises), toutes les places étant couvertes. Il est divisé en quatre parties : Waldseite (Nord), Gegengerade (Est), Wuhleseite (Süd), Haupttribüne (Ouest). Les tribunes Est et Nord ne contiennent que des places debout alors que la tribune Sud abrite aussi bien places assises que debout. C'est aussi dans cette tribune que se trouve le parcage visiteur. La Haupttribune (tribune principale) n'offre que des places assises.

### Fête de Noël
Chaque année, l'Union Berlin fête Noël avec ses fans dans son stade du An der Alten Försterei (À la vieille Maison forestière). Il y a douze ans[Quand ?], ils étaient 89 fans de l'Union à créer cet événement et à fêter Noël autour d'un club adulé, bien que n'évoluant qu'en deuxième division. En 2015, ce sont 28 500 spectateurs qui se sont massés au stade pour assister à des chants et allumer des dizaines de milliers de bougies.

## Bilan sportif

### Palmarès

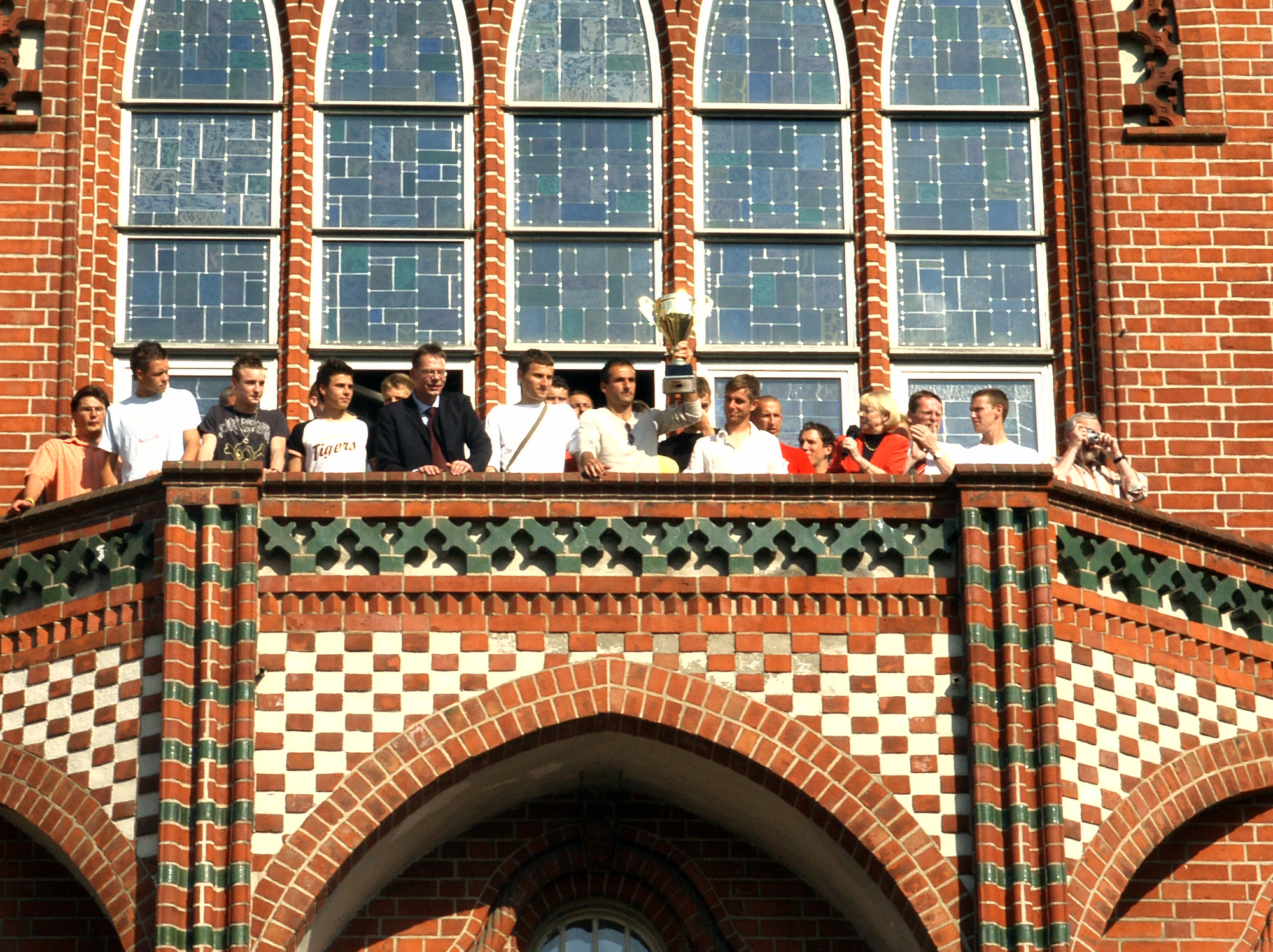
Championnat d'Allemagne de football D3 2009.

- Championnat d'Allemagne
  - Vice-champion : 1923

- Coupe d'Allemagne de l'Est
  - Vainqueur : 1968
  - Finaliste : 1986

- Coupe d'Allemagne
  - Finaliste : 2001

- 3.Liga
  - Champion : 2009

### Bilan européen
Note : dans les résultats ci-dessous, le score du club est toujours donné en premier.
| Saison    | Compétition             | Tour                | Club                | Domicile | Extérieur | Total     |
| --------- | ----------------------- | ------------------- | ------------------- | -------- | --------- | --------- |
| 1967-1968 | Coupe Intertoto         | Groupe B7           | KB Copenhague       | 0 - 3    | 0 - 1     | Troisième |
| 1967-1968 | Coupe Intertoto         | Groupe B7           | GKS Katowice        | 3 - 0    | 0 - 1     | Troisième |
| 1967-1968 | Coupe Intertoto         | Groupe B7           | Union Teplice       | 0 - 1    | 1 - 1     | Troisième |
| 1986-1987 | Coupe Intertoto         | Groupe 2            | Bayer Uerdingen     | 3 - 2    | 0 - 3     | Premier   |
| 1986-1987 | Coupe Intertoto         | Groupe 2            | Lausanne-Sport      | 1 - 0    | 1 - 1     | Premier   |
| 1986-1987 | Coupe Intertoto         | Groupe 2            | Standard de Liège   | 4 - 1    | 2 - 1     | Premier   |
| 2001-2002 | Coupe UEFA              | Premier tour        | Haka Valkeakoski    | 3 - 0    | 1 - 1     | 4 - 1     |
| 2001-2002 | Coupe UEFA              | Deuxième tour       | Litex Lovetch       | 0 - 2    | 0 - 0     | 0 - 2     |
| 2021-2022 | Ligue Europa Conférence | Barrages Q          | KuPS Kuopio         | 0 - 0    | 4 - 0     | 4 - 0     |
| 2021-2022 | Ligue Europa Conférence | Groupe E            | Slavia Prague       | 1 - 1    | 1 - 3     | Troisième |
| 2021-2022 | Ligue Europa Conférence | Groupe E            | Feyenoord Rotterdam | 1 - 2    | 1 - 3     | Troisième |
| 2021-2022 | Ligue Europa Conférence | Groupe E            | Maccabi Haïfa       | 3 - 0    | 1 - 0     | Troisième |
| 2022-2023 | Ligue Europa            | Groupe D            | Sporting Braga      | 1 - 0    | 0 - 1     | Deuxième  |
| 2022-2023 | Ligue Europa            | Groupe D            | Malmö FF            | 1 - 0    | 1 - 0     | Deuxième  |
| 2022-2023 | Ligue Europa            | Groupe D            | Royale Union SG     | 0 - 1    | 1 - 0     | Deuxième  |
| 2022-2023 | Ligue Europa            | Barrages            | Ajax Amsterdam      | 3 - 1    | 0 - 0     | 3 - 1     |
| 2022-2023 | Ligue Europa            | Huitièmes de finale | Royale Union SG     | 3 - 3    | 0 - 3     | 3 - 6     |
| 2023-2024 | Ligue des champions     | Groupe C            | SSC Naples          | 0 - 1    | 1 - 1     | Quatrième |
| 2023-2024 | Ligue des champions     | Groupe C            | Real Madrid         | 2 - 3    | 0 - 1     | Quatrième |
| 2023-2024 | Ligue des champions     | Groupe C            | SC Braga            | 2 - 3    | 1 - 1     | Quatrième |

Légende
- Victoire ou qualification pour le tour suivant
- Match nul
- Défaite ou élimination de la compétition

## Personnalités du club

### Effectif professionnel actuel
Le premier tableau liste l'effectif professionnel de l'Union Berlin pour la saison 2025-2026. Le second recense les prêts effectués par le club lors de cette même saison.
En grisé, les sélections de joueurs internationaux chez les jeunes mais n'ayant jamais été appelés aux échelons supérieurs une fois l'âge-limite dépassé ou les joueurs ayant pris leur retraite internationale.

### Anciens joueurs

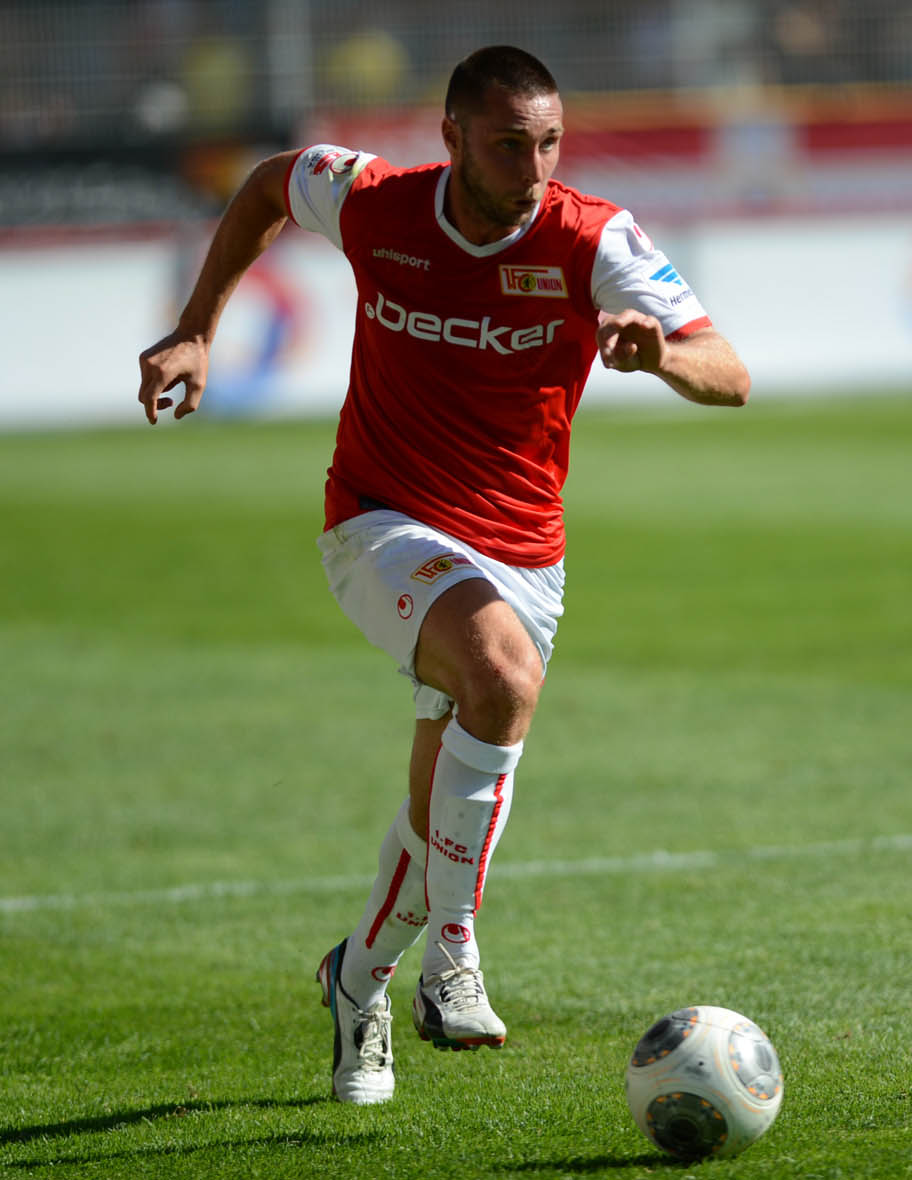
Marc Pfertzel.

- Sergej Barbarez
- Jörg Heinrich
- Robert Huth
- Marko Rehmer
- Karim Benyamina
- Bobby Wood
- Marc Pfertzel
- Tijani Belaïd

## Soutien
Le club lui-même a parfois dû faire appel à la solidarité pour pouvoir survivre : au bord de la faillite à la fin des années 1990, puis de nouveau en 2004, il a survécu grâce aux dons. Son opération la plus spectaculaire reste la rénovation de son stade « An der Alten Försterei », dont certaines parties ont été réalisées uniquement grâce au travail des amis du club : le 8 juillet 2009, le stade a été inauguré après treize mois de rénovations, durant lesquels 2 000 travailleurs volontaires ont effectué 140 000 heures de travail bénévole.
Le stade Alte Försterei a une atmosphère à la fois libertaire et conviviale, rock et familiale. Le club maintient une certaine vision du football, passionnée, populaire et cool 
.

### Supporters

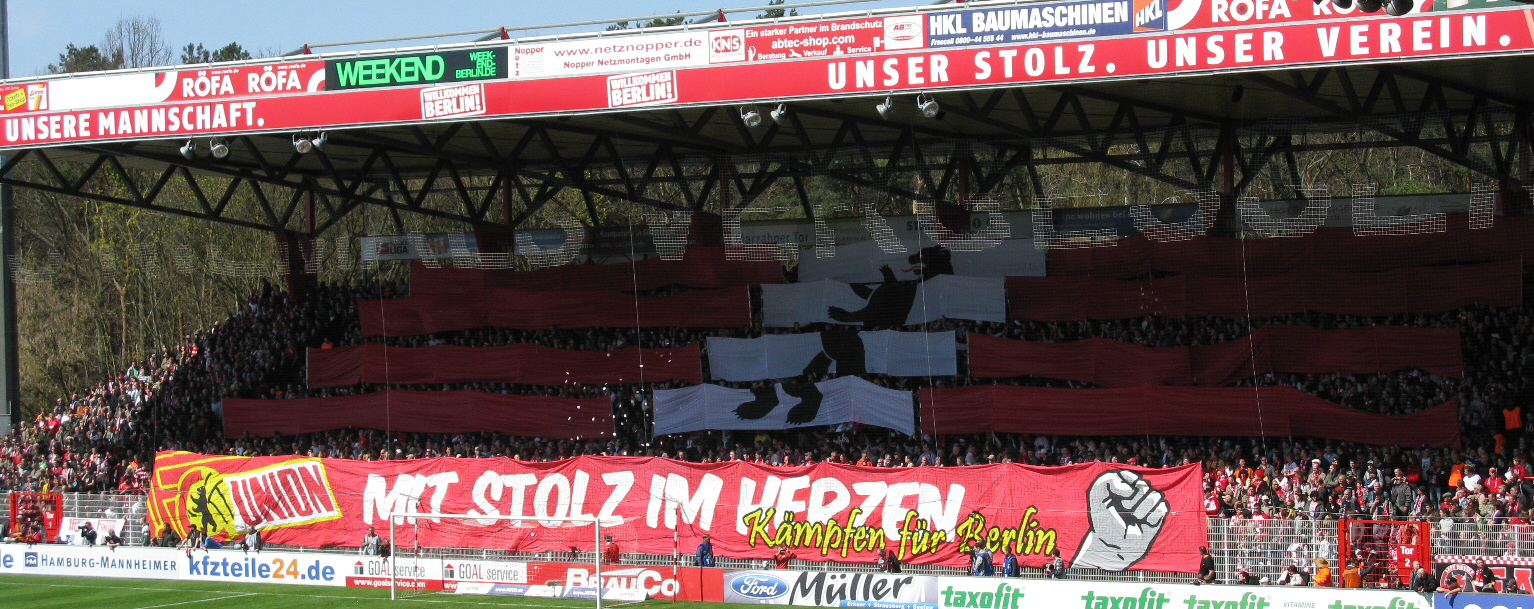
Supporters d'Union Berlin.

Union Berlin possède de nombreux et fidèles supporteurs, connus comme les Eiserne (un nom dérivant du surnom du club Die Eisernen). En 2022-2023, le club affichait la dix-huitième affluence de Bundesliga avec 21 822 spectateurs moyens et 13 matchs à guichet fermé sur 17 possibles.

### Hymne
L'hymne officiel Eisern Union est chanté par Nina Hagen, chanteuse punk est-allemande. Le début de la première strophe met les choses rapidement au clair avec « Wir aus dem Osten... » (« Nous qui venons de l'Est... »). Les Unioner ont ajouté une phrase, sous forme de clin d'œil à la réunification allemande : « Wir lassen uns nicht vom Westen kaufen » (« Nous ne nous laissons pas acheter par l'Ouest »).
Eisernet Lied, par Sporti, est officieusement considéré comme le second hymne de l’Union Berlin.

### Rivalités
Le principal rival de l'Union est son plus proche voisin, le Hertha BSC.

### Galerie

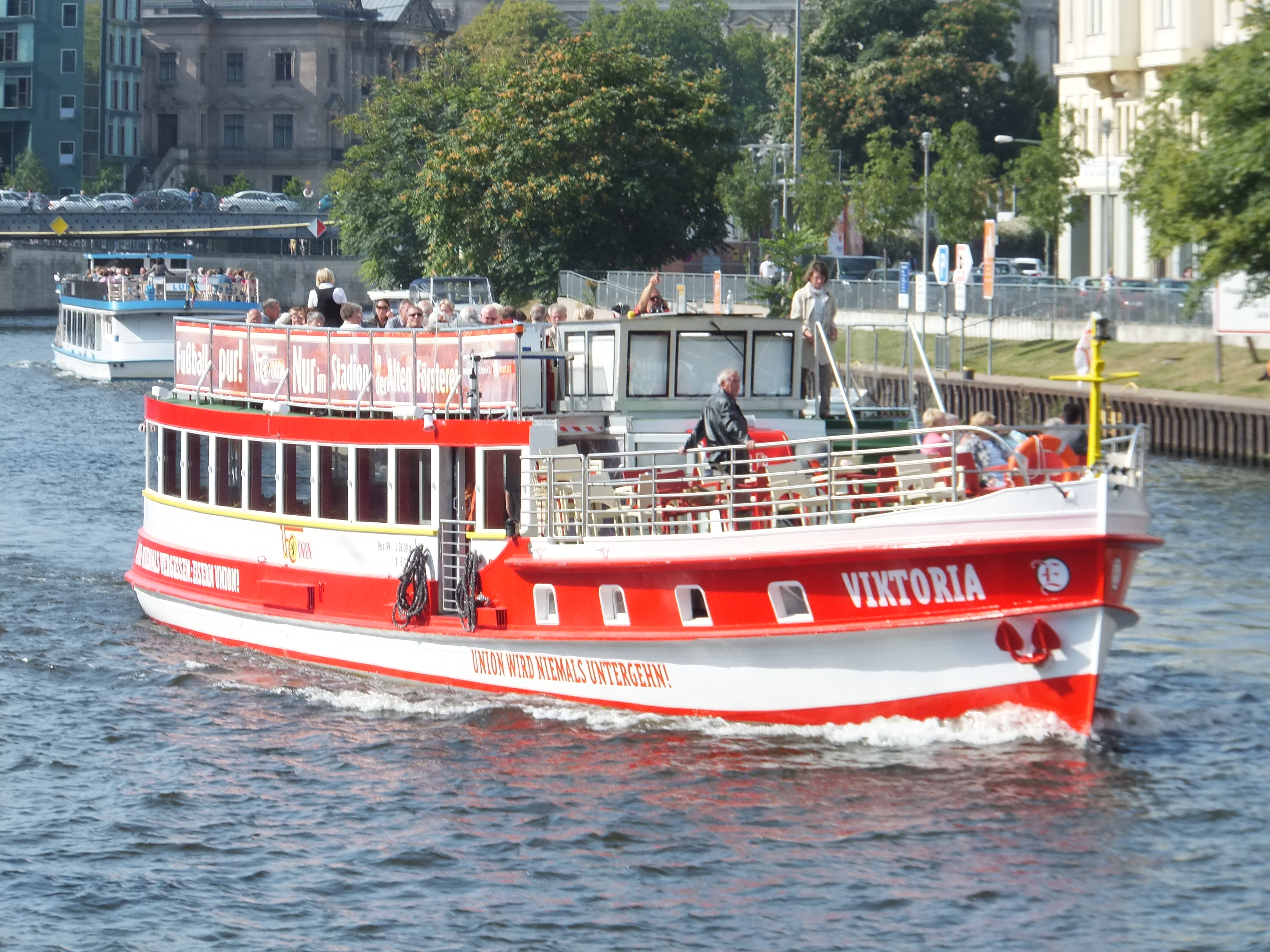
Le bateau d'Union Berlin.
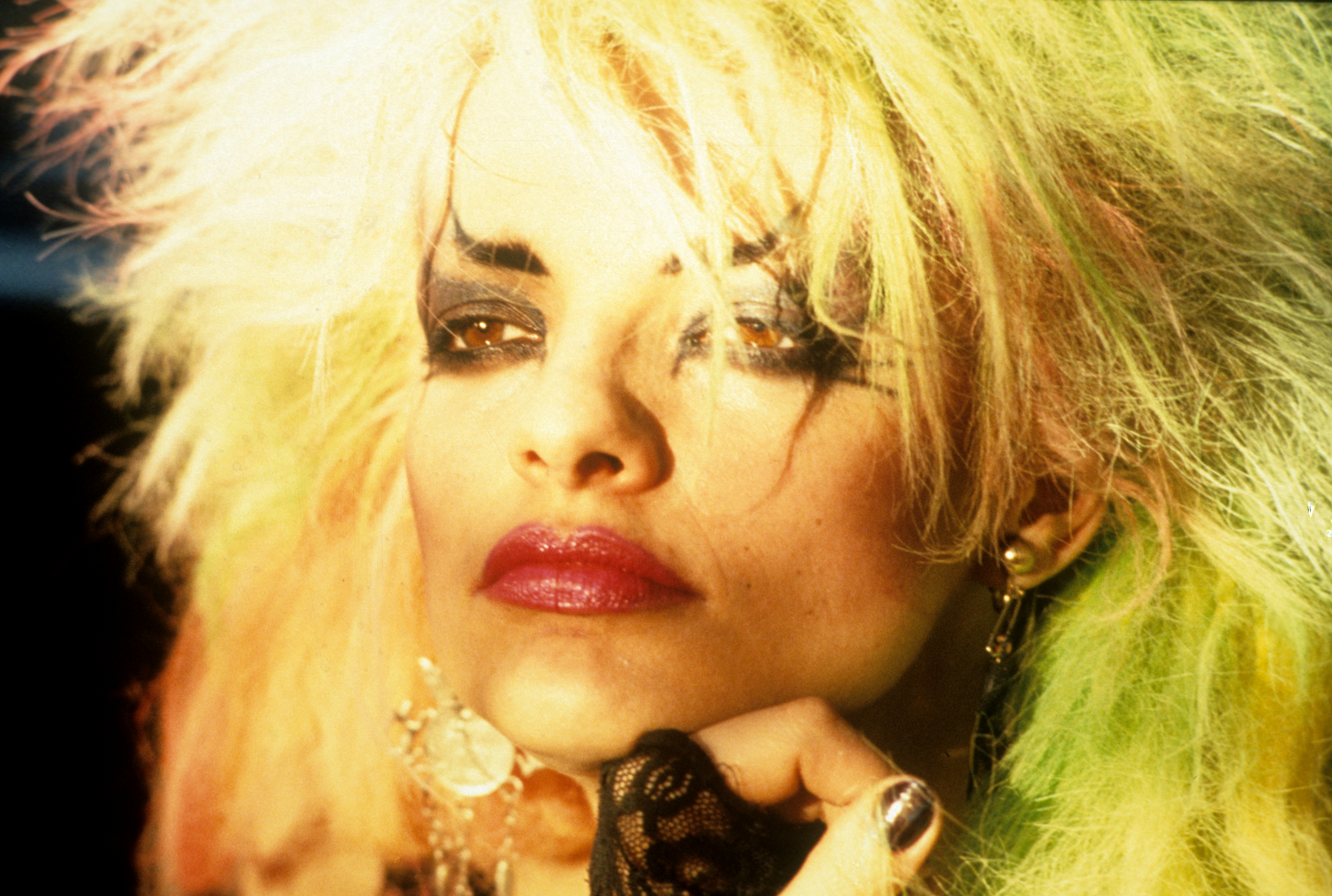
Nina Hagen.
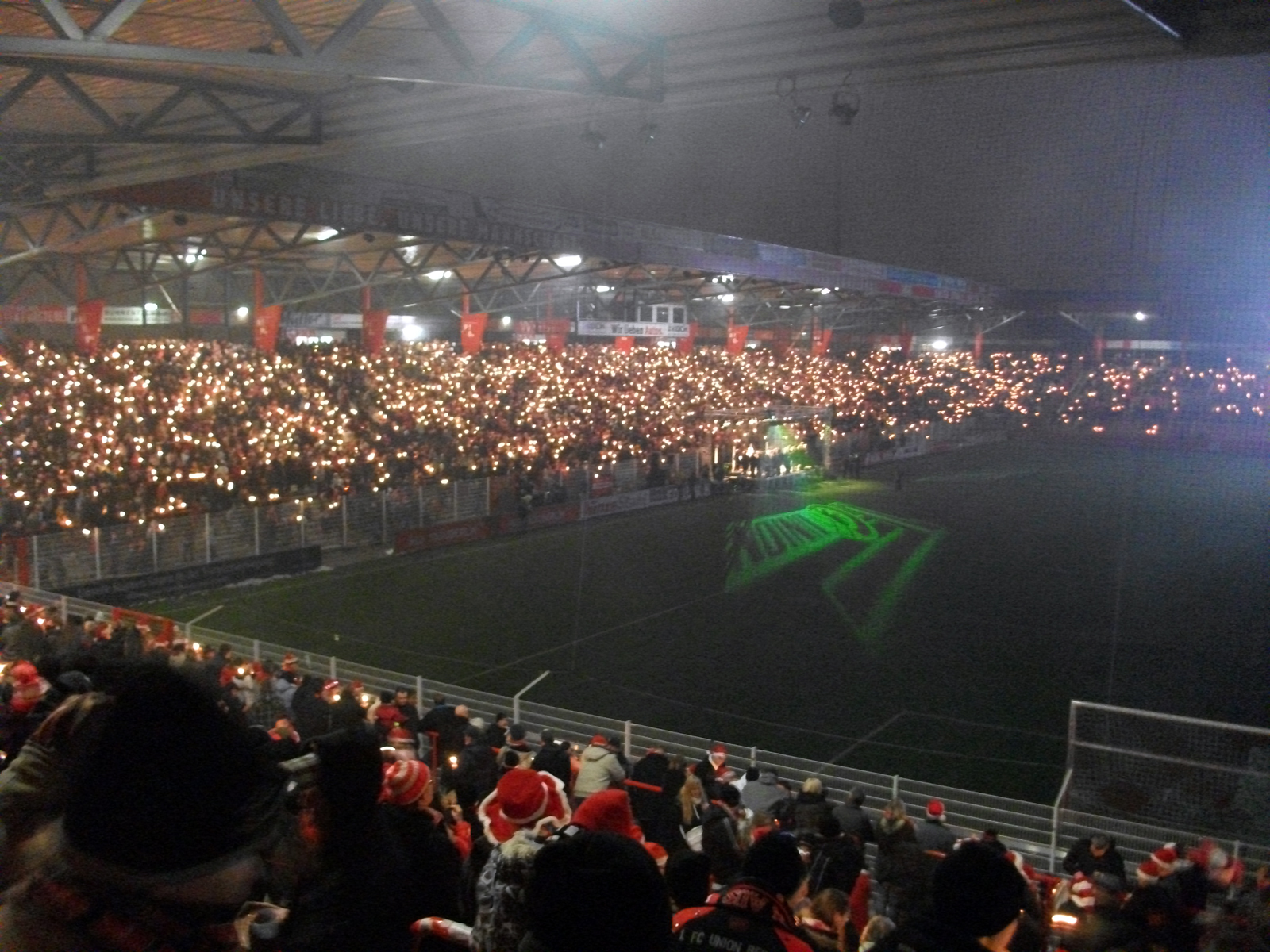
Weihnachtssingen.
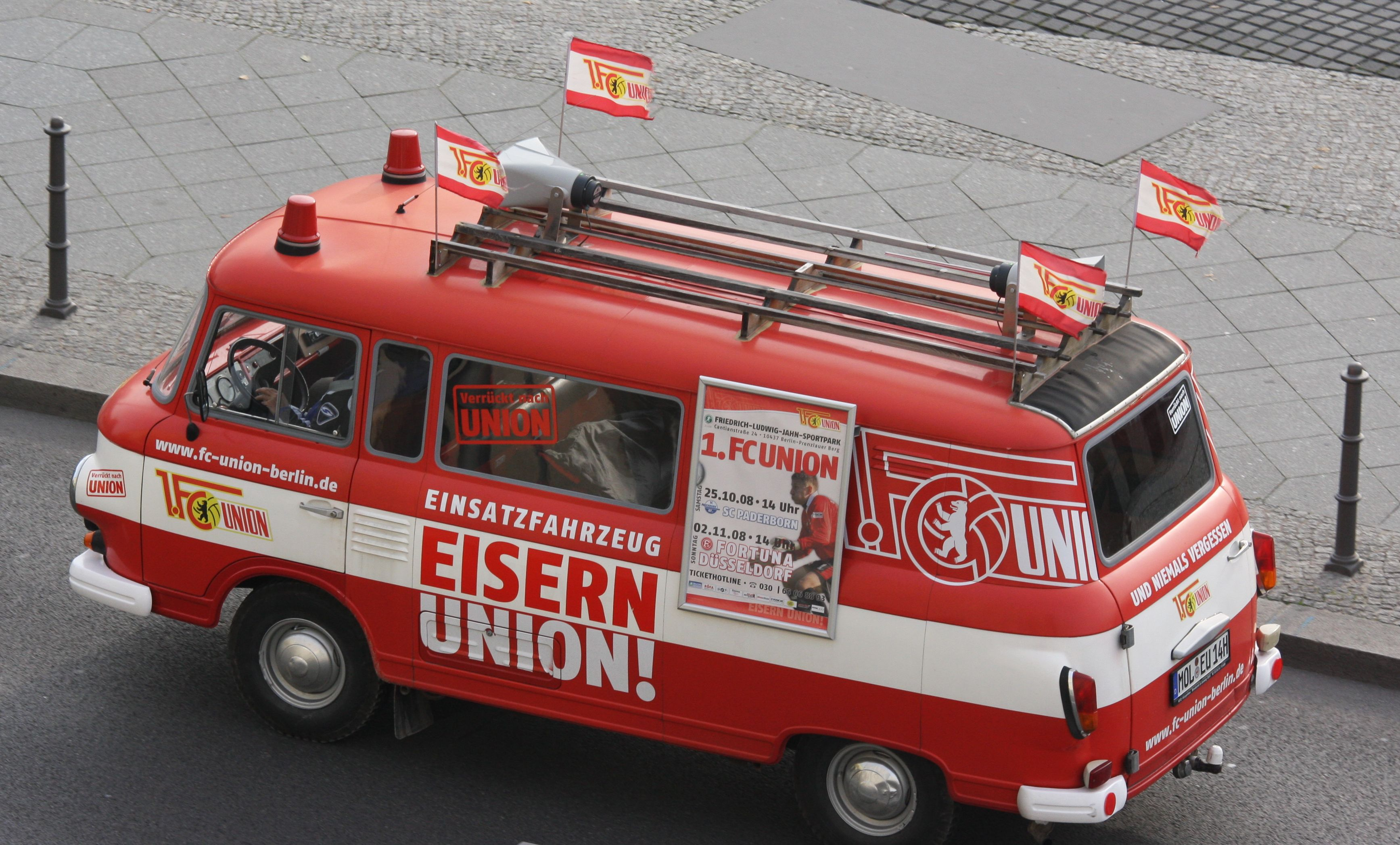
Le bus d'Union Berlin.